# Polymixis rosinae
Polymixis rosinae is een vlinder uit de familie uilen (Noctuidae). De wetenschappelijke naam is voor het eerst geldig gepubliceerd in 1910 door Bohatsch.
De soort komt voor in Europa.